# Duliophyle erecta
Duliophyle erecta là một loài bướm đêm trong họ Geometridae.